# Klis
Klis ist eine Gemeinde in der Kroatischen Gespanschaft Split-Dalmatien. Der Ort hatte eine im Mittelalter und in der Frühen Neuzeit bedeutende Festung. Aufgrund ihrer strategisch günstigen Lage wurde die Festung in der Vergangenheit als Schlüssel Dalmatiens bezeichnet.
Klis hat 5226 Einwohner (2021), die in neun zugehörigen Ortschaften (Brštanovo, Dugobabe, Klis, Konjsko, Korušce, Nisko Prugovo, Veliki Bročanac, Vučevica) leben. Der Hauptort selbst hat 3496 Einwohner.

## Lage
Klis liegt etwa 10 Kilometer nordöstlich von Split auf einem Sattel zwischen den Bergen Kozjak und Mosor, Teil des Dinarischen Gebirges, in Mitteldalmatien an einer schon in der Antike existierenden Straße, die von der Adriaküste über Solin nach Bosnien führt.

## Geschichte
Klis war schon zu Zeiten der Illyrer und Römer befestigt und diente zur Überwachung der Straße von Salona ins Landesinnere. In der Zeit der Völkerwanderung aufgelassen, wurde die Burg Klis im 9. Jahrhundert von dem kroatischen Fürsten Trpimir I. neu angelegt. Der Ort diente in den folgenden Jahrhunderten den kroatischen Königen wiederholt als Residenz.
Im 13. Jahrhundert gelangte Klis in den Besitz der kroatischen Adelsfamilie Šubić. Als das Geschlecht mit Mladen III. Šubić 1354 ausstarb, sollte der bosnische Ban Tvrtko die Festung für den ungarischen König in Besitz nehmen. Ihm kam der serbische Zar Stephan Dušan zuvor, dessen Truppen Klis 1355 besetzten. Nach Dušans Tod im selben Jahr stand Klis abwechselnd unter ungarischer und bosnischer Herrschaft, wurde aber stets als Lehen an einen kroatischen Adligen ausgegeben. Petar Kružić verteidigte Burg und Ortschaft mehr als 15 Jahre lang gegen die Türken, ehe diese Klis im Jahr 1537 eroberten.

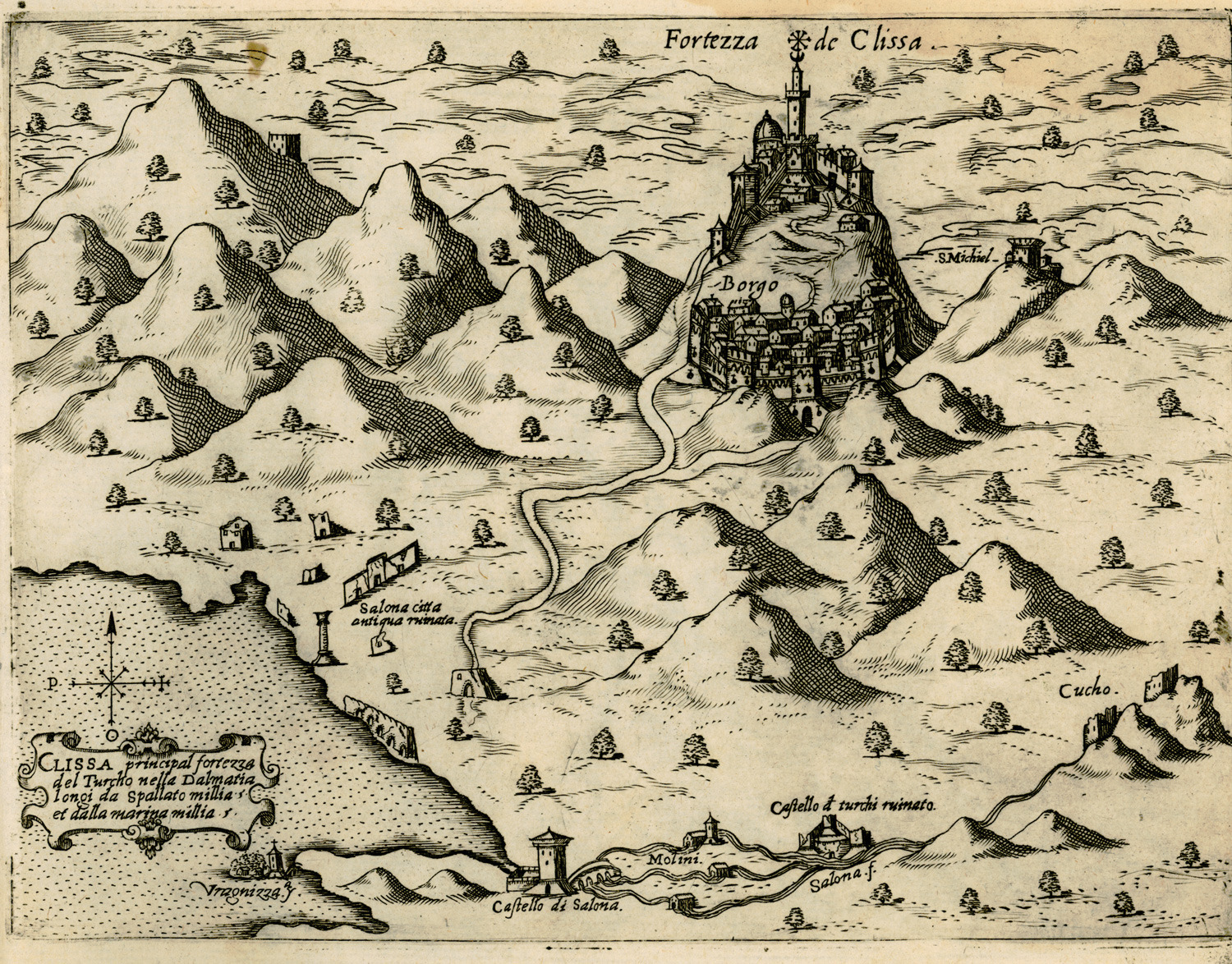
Ansicht von Klis (1574)

Die Osmanen errichteten eine Moschee und machten Klis zum Mittelpunkt eines Sandschaks. Von Klis aus bedrohten osmanische Truppen lange Zeit das venezianische Dalmatien. 1596 gelang den Venezianern erstmals die Eroberung von Klis; sie mussten die Festung jedoch nach kurzer Zeit wieder räumen. Trotz des oft feindseligen Verhältnisses zwischen der Markusrepublik und den Osmanen war der Handelsverkehr zwischen der dalmatinischen Küste und dem Inneren des Balkans nie für lange Zeit unterbrochen. Der wichtigste Handelsweg verlief von Split über Klis nach Sarajevo. Sowohl dalmatinische als auch türkische Kaufleute waren mit Eselskarawanen auf dieser Route unterwegs. 1648 konnten die Venezianer Klis während des Candia-Kriegs unter dem Befehl von Leonardo Foscolo erneut erobern. Während Kreta zur gleichen Zeit aufgegeben werden musste, konnte die Republik Klis gemäß dem Friedensvertrag von 1669 behalten.

## Bildergalerie Klis

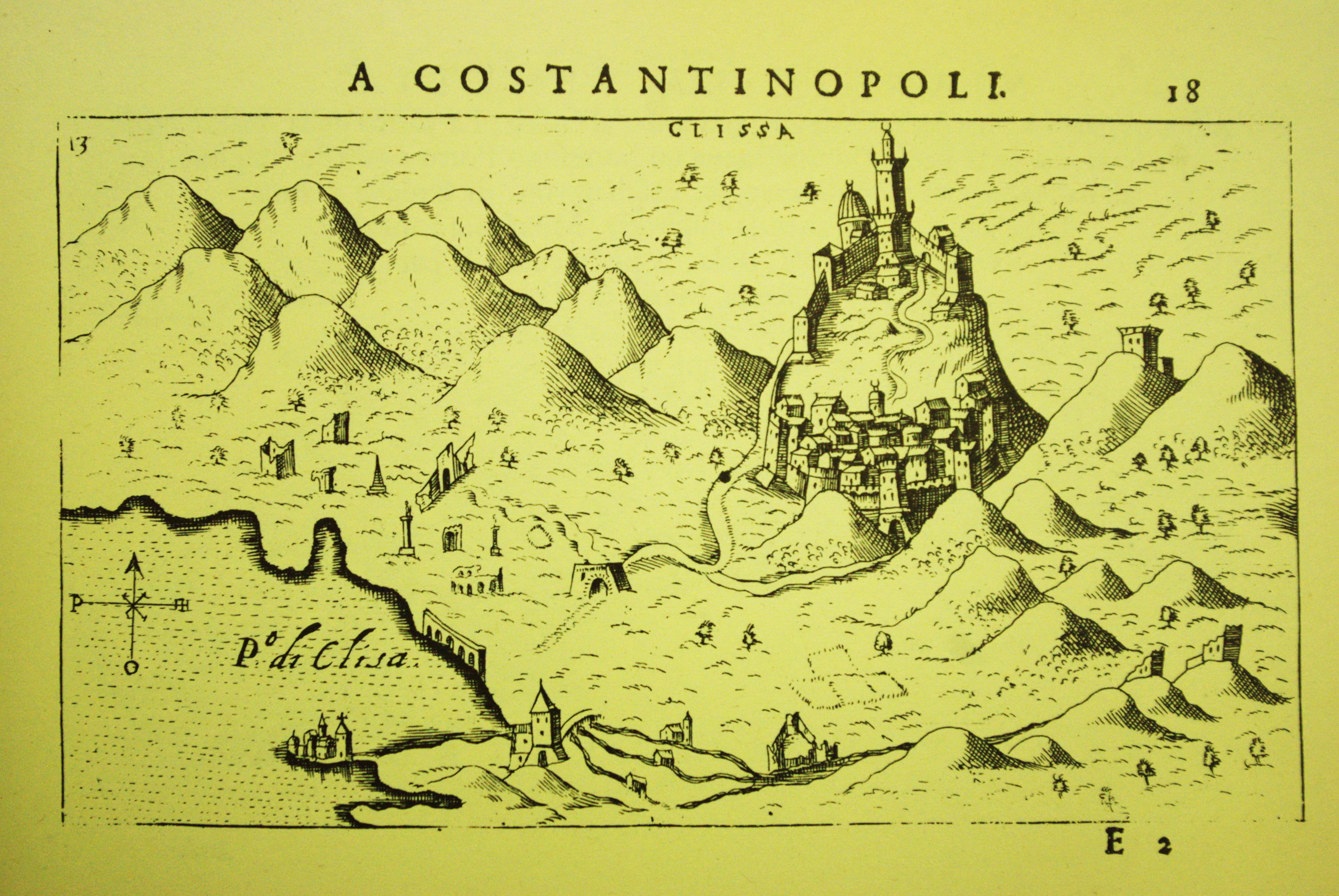
Ansicht von Klis (1598)
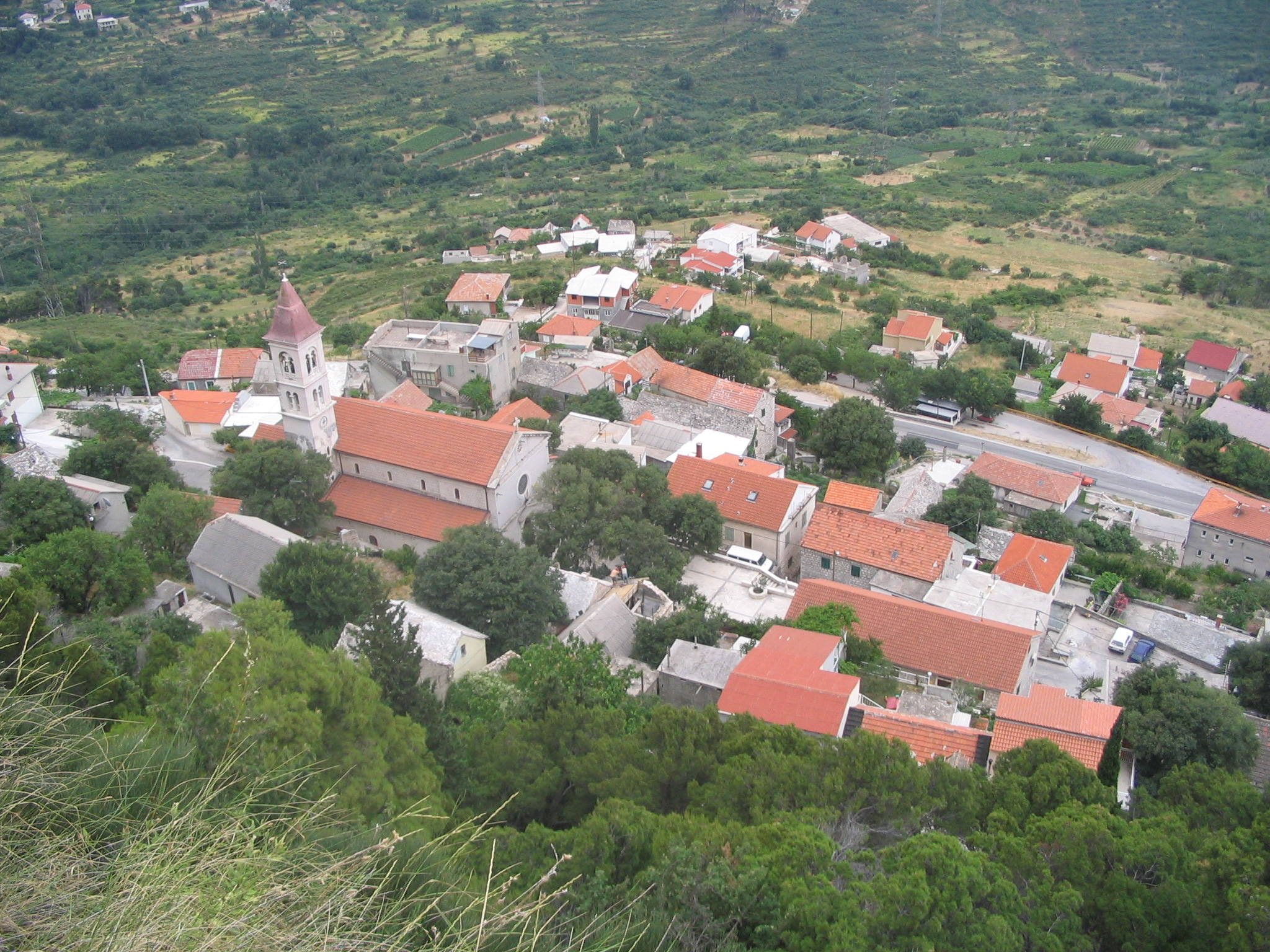
Klis, Blick von der Festung
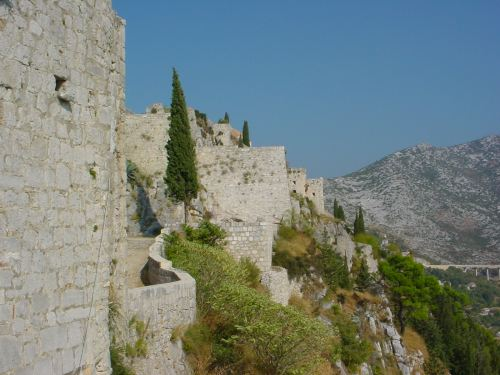
Festungsmauern
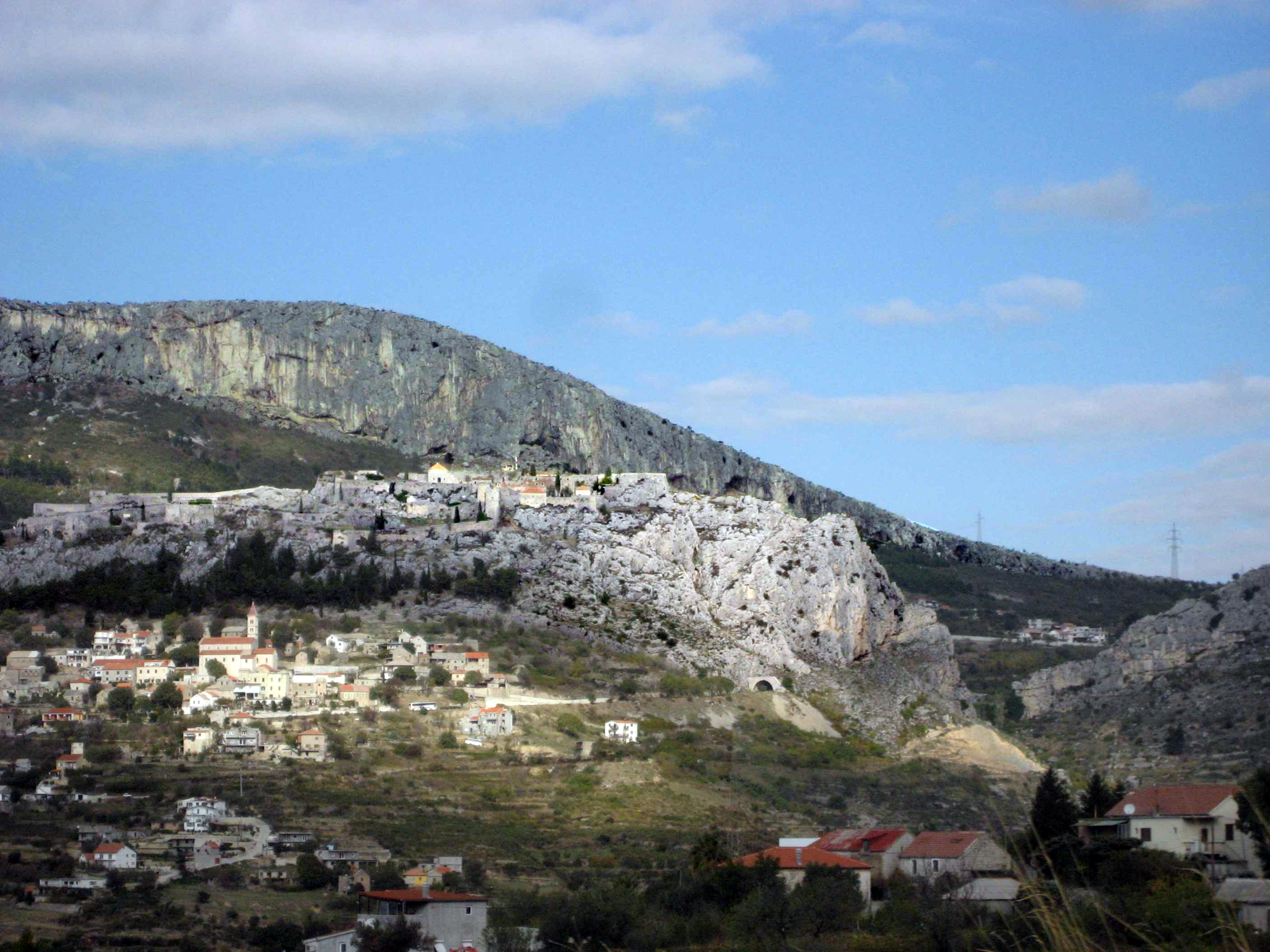
Blick auf den Ort

## Persönlichkeiten
- Margareta von Ungarn (1242–1270), Dominikanerin, Heilige